# Österreichische Fußball-Frauenmeisterschaft 1989/90
Die österreichische Fußball-Frauenmeisterschaft wurde 1989/90 zum 18. Mal nach der 35-jährigen Pause zwischen 1938 und 1972 ausgetragen. Die höchste Spielklasse ist die Frauen-Bundesliga und wurde vom Österreichischen Fußballbund zum 8. Mal durchgeführt. Die zweithöchste Spielklasse, in dieser Saison die 11. Auflage, war die Frauenliga Ost, die zum 8. Mal vom Wiener Fußball-Verband veranstaltet wurde.
Österreichischer Fußballmeister wurde zum ersten Mal Union Kleinmünchen. Der Meister der zweithöchsten Spielklasse wurde in der Frauenliga Ost der DFC Laimbach.

## Erste Leistungsstufe – Frauen-Bundesliga

### Modus
Jeder spielte gegen jeden zweimal in insgesamt 22 Runden. Ein Sieg wurde mit zwei Punkten belohnt, ein Unentschieden mit einem Zähler.

### Saisonverlauf
Die Liga setzte sich gegenüber dem Vorjahr, in dem elf Vereine teilnahmen, aus zwölf Teams zusammen, denn der KSV Wiener Berufsschulen und der DFC St. Peter am Ottersbach waren nicht dabei. Neu in der Liga waren der SC Neunkirchen, SV Wienerfeld und First Vienna FC 1894.

### Abschlusstabelle
Die Meisterschaft endete mit folgendem Ergebnis:
| Pl.                            | Verein                      | Sp. | S  | U | N  | Tore    | Diff. | Punkte |
| ------------------------------ | --------------------------- | --- | -- | - | -- | ------- | ----- | ------ |
| 1.                             | Union Kleinmünchen          | 22  | 18 | 1 | 3  | 141:250 | +116  | 37     |
| 2.                             | SC Brunn am Gebirge B1      | 22  | 16 | 5 | 1  | 124:200 | +104  | 37     |
| 3.                             | ESV Ostbahn XI B2           | 22  | 16 | 3 | 3  | 091:240 | +67   | 35     |
| 4.                             | USC Landhaus (M, C)         | 22  | 16 | 2 | 4  | 094:170 | +77   | 34     |
| 5.                             | 1. DFC Leoben               | 22  | 14 | 2 | 6  | 072:340 | +38   | 30     |
| 6.                             | LUV Graz B3                 | 22  | 8  | 5 | 9  | 056:460 | +10   | 21     |
| 7.                             | DFC Heidenreichstein        | 22  | 9  | 3 | 10 | 051:510 | ±0    | 21     |
| 8.                             | ASV Vösendorf               | 22  | 7  | 4 | 11 | 040:480 | −8    | 18     |
| 9.                             | SC Neunkirchen (N)          | 22  | 6  | 3 | 13 | 033:770 | −44   | 15     |
| 10.                            | SV Wienerfeld (N)           | 22  | 2  | 3 | 17 | 016:108 | −92   | 07     |
| 11.                            | First Vienna FC 1894 B4 (N) | 22  | 2  | 2 | 18 | 017:118 | −101  | 06     |
| 12.                            | ESV Stadlau/Kaisermühlen    | 22  | 1  | 1 | 20 | 009:176 | −167  | 03     |
| Stand: Endstand. Quelle: NOeFV |                             |     |    |   |    |         |       |        |

| (M) | Österreichischer Fußball-Frauenmeister 1988/89      |
| (C) | ÖFB-Ladies-Cup 1987/88, kein ÖFB-Ladies-Cup 1988/89 |
| (N) | Neuaufsteiger der Saison 1988/89                    |

Aufsteiger
- Frauenliga Ost: keiner

## Zweite Leistungsstufe – Frauenliga Ost

### Modus
Jeder spielte gegen jeden zweimal in insgesamt zehn Runden. Ein Sieg wurde mit zwei Punkten belohnt, ein Unentschieden mit einem Zähler.

### Saisonverlauf
Die Liga setzte sich gegenüber dem Vorjahr, in dem neun Vereine teilnahmen, aus sechs Klubs zusammen. Neu dabei waren Austria XIII sowie die B-Mannschaft vom SV Wienerfeld anstelle vom SC Neunkirchen, SV Wienerfeld, SC Krems, ESV Obersdorf und SC Stetteldorf. Meister wurde in dieser Saison der DFC Laimbach, der jedoch nicht berechtigt ist nächste Saison in der höchsten Spielklasse zu spielen.

### Abschlusstabelle
Die Meisterschaft endete mit folgendem Ergebnis:
| Pl.                            | Verein               | Sp. | S | U | N | Tore    | Diff. | Punkte |
| ------------------------------ | -------------------- | --- | - | - | - | ------- | ----- | ------ |
| 1.                             | DFC Laimbach         | 10  | 9 | 0 | 1 | 052:120 | +40   | 18     |
| 2.                             | Austria XIII (N)     | 10  | 9 | 0 | 1 | 045:100 | +35   | 18     |
| 3.                             | USC Landhaus II      | 10  | 5 | 0 | 5 | 025:180 | +7    | 10     |
| 4.                             | FC Großrußbach       | 10  | 3 | 0 | 7 | 015:370 | −22   | 06     |
| 5.                             | SC-ESV Parndorf      | 10  | 2 | 0 | 8 | 011:280 | −17   | 04     |
| 6.                             | SV Wienerfeld II (N) | 10  | 2 | 0 | 8 | 014:570 | −43   | 04     |
| Stand: Endstand. Quelle: NOeFV |                      |     |   |   |   |         |       |        |

| (N) | Neueinsteiger der Saison 1988/89 |

Aufsteiger
- Niederösterreich: DFC Obersdorf
- Wien: ESV Ostbahn XI II

## Meisterschaften in den Bundesländern

### Damenliga Oberösterreich
Es sind die ersten Aufzeichnungen einer Damenliga in Oberösterreich.

#### Modus
Die Liga bestand aus acht Vereinen, die in 2 Durchgängen, eine Hin- und eine Rückrunde, gegeneinander spielten. So wurden in 14 Runden der Meister der Oberösterreichischen Damenliga ermittelt.

#### Saisonverlauf
Die Liga setzte sich aus insgesamt acht Vereinen zusammen, die alle Interesse zeigten an einer oberösterreichischen Meisterschaft teilzunehmen. Meister wurde in dieser Saison Eintracht Wels, die jedoch nicht berechtigt ist nächste Saison in der höchsten Spielklasse zu spielen. Union Ansfelden stellte den Spielbetrieb am Saisonende ein.

#### Abschlusstabelle
Die Meisterschaft endete mit folgendem Ergebnis:
| Pl.                          | Verein                | Sp. | S  | U | N  | Tore    | Diff. | Punkte |
| ---------------------------- | --------------------- | --- | -- | - | -- | ------- | ----- | ------ |
| 1.                           | SK Eintracht Wels     | 14  | 12 | 2 | 0  | 075:500 | +70   | 26     |
| 2.                           | Union Kleinmünchen II | 14  | 11 | 2 | 1  | 052:150 | +37   | 24     |
| 3.                           | ATSV Sattledt         | 14  | 6  | 3 | 5  | 037:200 | +17   | 15     |
| 4.                           | Union St. Roman       | 14  | 7  | 1 | 6  | 042:300 | +12   | 15     |
| 5.                           | Union St. Agatha      | 14  | 5  | 2 | 7  | 025:420 | −17   | 12     |
| 6.                           | Union Engelhartszell  | 14  | 3  | 2 | 9  | 012:410 | −29   | 08     |
| 7.                           | Union Ansfelden       | 14  | 4  | 0 | 10 | 024:670 | −43   | 08     |
| 8.                           | SV Gramastetten       | 14  | 2  | 0 | 12 | 010:570 | −47   | 04     |
| Stand: Endstand. Quelle: OFV |                       |     |    |   |    |         |       |        |

Aufsteiger
- keiner